# Cochlearia anglica
Cochlearia anglica es una especie fanerógama perteneciente a la familia Brassicaceae. 

## Distribución
Se trata de una planta de las costas de Europa, especialmente en las islas británicas.  

## Propiedades
Es comestible, y  rica en vitamina C, siendo utilizada desde la antigüedad contra el escorbuto. 

## Descripción
Es una planta anual que alcanza alturas de 10 a 30 cm. Tiene hojas carnosas y brillantes.  aovado-rómbicoa, a menudo dentadas con forma de corazón o en forma de flecha.  Las hojas se configuran en forma de pala y tiene flores de color blanco.

## Nombre común
- Inglés:English scurvy-grass, long-leaved scurvy grass.